# Тріндаде (Бежа)
Тріндаде (порт. Trindade; МФА: [tɾĩ.ˈda.dɨ]) — парафія в Португалії, у муніципалітеті Бежа. Розташована в південній частині країни, на теренах історичної португальської провінції Алентежу. Входить до складу округу Бежа. За адміністративним поділом, чинним до 1976 року, терени парафії були складовою провінції Нижнє Алентежу. Належить до Безької діоцезії Католицької церкви. Патрон — Свята Трійця. Площа — 99,0300 км². Населення — 274 ос. (2011). Слабо урбанізований регіон. Густота населення — 2,77 осіб/км²
. Код — 020517.

## Населення
| Кількість мешканців | Кількість мешканців | Кількість мешканців | Кількість мешканців | Кількість мешканців | Кількість мешканців | Кількість мешканців | Кількість мешканців | Кількість мешканців | Кількість мешканців | Кількість мешканців | Кількість мешканців | Кількість мешканців | Кількість мешканців | Кількість мешканців |
| ------------------- | ------------------- | ------------------- | ------------------- | ------------------- | ------------------- | ------------------- | ------------------- | ------------------- | ------------------- | ------------------- | ------------------- | ------------------- | ------------------- | ------------------- |
| 1864                | 1878                | 1890                | 1900                | 1911                | 1920                | 1930                | 1940                | 1950                | 1960                | 1970                | 1981                | 1991                | 2001                | 2011                |
| 804                 | 820                 | 843                 | 832                 | 1 067               | 1 164               | 1 315               | 2 370               | 1 324               | 1 258               | 713                 | 566                 | 438                 | 345                 | 274                 |